# 贝莱斯塔 (东比利牛斯省)
贝莱斯塔（法語：Bélesta，法語發音：[belɛsta] ⓘ）是法国东比利牛斯省的一个市镇，属于佩皮尼昂区。

## 地理
贝莱斯塔（42°43'3"N, 2°36'27"E）面积20.52 平方千米，位于法国奧克西塔尼大區东比利牛斯省，该省份为法国大陆部分最南部的省份，涵盖了北加泰罗尼亚，北起奥德省，西接阿列日省和安道尔，南与西班牙接壤，东临地中海。
与贝莱斯塔接壤的市镇（或旧市镇、城区）包括：卡萨涅、蒙内、米亚斯、内菲亚克、泰特河畔伊耶、蒙塔尔巴堡、卡拉马尼。
贝莱斯塔的时区为UTC+01:00、UTC+02:00（夏令时）。

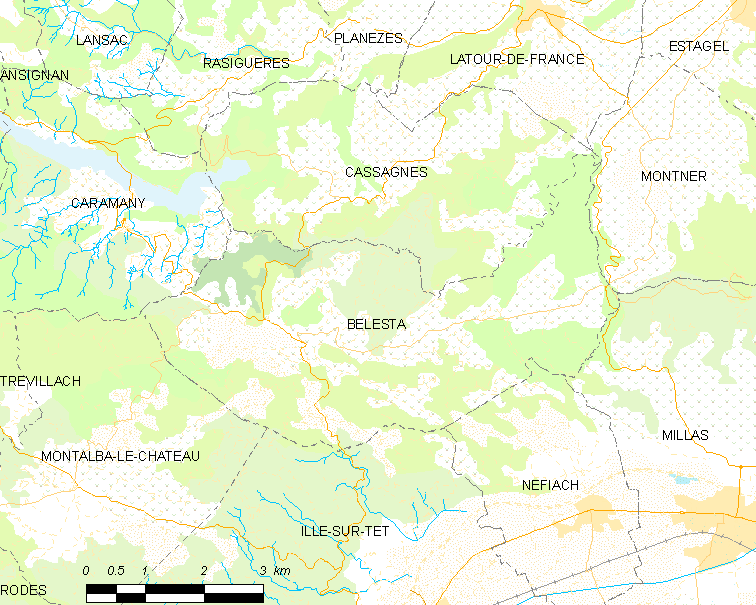
贝莱斯塔的OSM定位图

## 行政
贝莱斯塔的邮政编码为66720，INSEE市镇编码为66019。

## 政治
贝莱斯塔所属的省级选区为阿格利河谷县。

## 人口

1962-2008年间贝莱斯塔人口变化图示

贝莱斯塔于2022年1月1日时的人口数量为241人。